# جارون لانييه
جارون لانييه (بالإنجليزية: Jaron Lanier)‏ هو عالم حاسوب ومؤلف أمريكي.

## وصلات خارجية
- جارون لانييه على موقع IMDb (الإنجليزية)
- جارون لانييه على موقع الموسوعة البريطانية (الإنجليزية)
- جارون لانييه على موقع مونزينجر (الألمانية)
- جارون لانييه على موقع ميوزك برينز (الإنجليزية)
- جارون لانييه على موقع إن إن دي بي (الإنجليزية)
- جارون لانييه على موقع أول ميوزيك (الإنجليزية)
- جارون لانييه على موقع ديسكوغز (الإنجليزية)
- جارون لانييه على موقع قاعدة بيانات الفيلم (الإنجليزية)